# Georg August von Griesinger
Georg August Griesinger, ab 1819 von Griesinger (* 8. Januar 1769 in Stuttgart; † 9. April 1845 in Wien) war ein deutscher Diplomat und Schriftsteller. Er übte die Funktion eines geheimen Legationsrats bei der königlich sächsischen Gesandtschaft am k. k. österreichischen Hof in Wien aus. Bekanntheit erlangte er durch seine geschäftlichen und persönlichen Beziehungen zu den Komponisten Joseph Haydn und Ludwig van Beethoven. Er verfasste auch die erste Biographie Haydns.

## Leben
Georg August von Griesinger war ein Sohn des württembergischen Beamten und Juristen Georg Christoph Griesinger (1734/35–1782), den er bereits im Alter von 13 Jahren verlor. Seine Mutter Louise Dorothea, geb. Beutel von Leonberg ließ ihm aber eine vorzügliche Erziehung angedeihen, so dass er einen liebenswürdigen Charakter entwickelte. Er hatte neun Geschwister, darunter zwei ältere Bruder, den späteren württembergischen Oberamtmann Christoph Maximilian von Griesinger und den späteren Juristen und Politiker Ludwig Friedrich Griesinger. Der Arzt Wilhelm Griesinger war sein Neffe.
Zunächst besuchte er zu seiner frühen Ausbildung das Seminar in Maulbronn und widmete sich ab 1786 dem Studium der Theologie in Tübingen. Nach Vollendung der dortigen Studien ergriff er den Beruf eines Erziehers. Er ging im September 1791 in die französische Schweiz und verweilte dort als Erzieher im Haus des Seigneur de Montrichy-Lully in Morges am Genfersee bis zum Frühjahr 1797, als er seine Schüler zur weiteren Ausbildung zur Universität Leipzig geleitete. In Leipzig schrieb er für das Allgemeine Journal der Chemie, das im Verlag Breitkopf & Härtel erschien, einige Übersetzungen aus dem Französischen und lernte bei dieser Gelegenheit den Verlagsinhaber Gottfried Christoph Härtel kennen.
1799 wurde Griesinger vom damaligen kursächsischen außerordentlichen Gesandten und bevollmächtigten Minister am kaiserlichen Hof zu Wien, dem Grafen Johann Hilmar Adolph von Schönfeld, die Erziehung von dessen Sohn übertragen. Er erwarb sich schnell das Vertrauen des Grafen und blieb fortan eng mit diesem verbunden. Nach dem Ableben des damaligen dortigen Legationssekretärs führte ihn der Graf in die diplomatische Laufbahn ein. In der Folgezeit bewährte sich Griesinger als gewissenhafter sächsischer Diplomat.
Daneben war Griesinger in diesen Jahren Korrespondent verschiedener Zeitungen, insbesondere der bei Breitkopf & Härtel erscheinenden Allgemeinen musikalischen Zeitung. Zudem war er als Agent (Vermittler) für den Verlag tätig: Er pflegte den Kontakt mit Joseph Haydn und verhandelte mit ihm in Härtels Auftrag über die Veröffentlichungsrechte an seinen Kompositionen. Unter anderem gelang es ihm, Haydn dafür zu gewinnen, die Erstausgaben der Oratorienfassung von Die sieben letzten Worte unseres Erlösers am Kreuze sowie der Jahreszeiten bei Breitkopf & Härtel herauszubringen und eine Gesamtausgabe seiner Werke mit Klavier zu veranstalten, die in zwölf Bänden bei dem Verlag erschien. Später verhandelte er für den Verlag auch mit Ludwig van Beethoven und sicherte eine Reihe von dessen Werken für Breitkopf & Härtel.
Griesinger wurde 1804 Legationssekretär der kurfürstlich sächsischen Gesandtschaft in Wien sowie 1808 Legationsrat. In der Spätphase der Napoleonischen Kriege konnte er seine Loyalität zu Sachsen und dessen Königshaus öffentlich demonstrieren, als es galt, König Friedrich August I. zu verteidigen und die Rechte des Landes zu wahren. Nach der Völkerschlacht bei Leipzig (Oktober 1813) folgte er seinem König nach Berlin, wo dieser gefangen gehalten wurde. In seiner anonym verfassten Flugschrift Apologie de Frédéric Auguste, Roi de Saxe (1814), die ihm in der Literatur regelmäßig zugerechnet wird, verteidigte er das Lavieren des sächsischen Königs zwischen Frankreich und Preußen. Als er im Herbst 1814 der Gesandtschaft in Wien wieder beigeordnet wurde, fand sein Eintreten für Sachsen während des Wiener Kongresses bei den dort anwesenden Mächten kein Gehör.
Eine große Reise unternahm Griesinger 1827 mit seiner ihm 1823 angetrauten Gemahlin, der Wiener Sängerin Maria von Lagusius, durch Oberitalien, Tirol, Frankreich, Belgien, die Rheinlande und den größten Teil von Deutschland. 1828 wurde er zum geheimen Legationsrat ernannt. Mehrmals bekleidete er auch die Funktion eines königlichen sächsischen Geschäftsträgers am kaiserlichen Hof in Wien und Ende 1831 wurde er zum sächsisch-weimarischen Geschäftsträger am Wiener Hof ernannt.
Viele Ehrenbezeigungen wurden Griesinger zuteil. Bei der Stiftung des königlich sächsischen Zivilverdienstordens 1815 erhielt er das Ritterkreuz, 1819 wurde er in den Adelsstand erhoben, 1835 Ritter des weimarischen Hausordens vom weißen Falken und 1839 Komtur sowohl des königlich sächsischen Verdienstordens als des weimarischen Hausordens. Dass er bei jedem Regierungswechsel in unveränderter Stellung blieb, spricht für die Zufriedenheit der Fürsten mit seinen gediegenen Leistungen. Auch bewahrte er sich durch freundlichen Rat und wirksame Hilfe bei den sächsischen Angehörigen in Österreich und bei vielen seiner Bekannten und beruflichen Kontaktpersonen dankbare Erinnerung.
Nach zweitägigem Unwohlsein starb Griesinger, der von seiner Gattin keine Kinder bekommen hatte, am 9. April 1845 im Alter von 76 Jahren in Wien.

## Werke
In Leipzig, also in den Jahren 1797 bis 1799, fertigte Griesinger einige Übersetzungen aus dem Französischen ins Deutsche und umgekehrt an. So übertrug er das erste Kapitel von Immanuel Kants Grundlegung zur Metaphysik der Sitten für Millins Magasin encyclopédique 1798 recht frei ins Französische, ebenso Kants kleine Schrift Mutmaßlicher Anfang der Menschengeschichte. Johann Georg Meusel schreibt ihm in Das gelehrte Teutschland auch die anonyme Übersetzung eines Traktats von Pierre-Philippe Alyon über die medizinischen Eigenschaften des Sauerstoffs ins Deutsche zu. Ob Letzteres zutrifft, ist jedoch nicht gesichert; zumindest die Anmerkungen in diesem Text stammen wohl von Friedrich Wilhelm Joseph Schelling.
Zu schriftstellerischer Tätigkeit fand Griesinger vor allem in früheren Jahren Veranlassung. Außer wissenschaftlichen und politischen, in öffentlichen Blättern zerstreuten Aufsätzen mischte er sich in eine Debatte zwischen Joseph von Sonnenfels und Octavian August Hannamann ein und gab in einer kurzen Schrift 1802 ersterem recht, dass Strafgerichtsurteile nur einstimmig gefällt werden dürften. Geschätzt sind ferner seine Denkwürdigkeiten aus der Geschichte der österreichischen Monarchie, auf jeden Tag des Jahres gesammelt (Wien 1804). Mit Joseph Haydn und später mit Ludwig van Beethoven stand er in freundschaftlichen und geschäftlichen Beziehungen und Briefverkehr, wovon die Biographischen Notizen über Joseph Haydn (Leipzig 1810) zeugen. Durch diese Schrift wurde er Haydns erster Biograph.
Mit dem Musikverleger Gottfried Christoph Härtel unterhielt Griesinger eine umfangreiche Korrespondenz. Seine interessante Informationen über seine Treffen mit Haydn enthaltenden Briefe an den Verlag Breitkopf & Härtel stellen eine bedeutende Quelle für die Forschung dar. Die Originale sind im Zweiten Weltkrieg verlorengegangen, aber Abschriften, die Carl Ferdinand Pohl angelegt hat, sind erhalten geblieben und wurden von Otto Biba herausgegeben.  Unter anderem berichtet er dort vom ersten öffentlichen Auftritt des damals knapp vierzehnjährigen Franz Xaver Wolfgang Mozart anlässlich Haydns 73. Geburtstag. Der Sohn von Wolfgang Amadeus Mozart hatte zu diesem Anlass eine Kantate komponiert, die am 8. April 1805 im Theater an der Wien aufgeführt wurde. Griesinger schrieb bereits am 16. März an Härtel: „Er hat eine Cantate componirt auf Joseph Haydn’s Geburtstag, die (unter uns gesagt) den ersten Chor ausgenommen von mir ist.“ Dies wird meist so interpretiert, dass der unterlegte Text von Griesinger stammte oder dass er „Mithilfe“ geleistet hatte. Text und Komposition galten lange als verloren, wurden aber 2018 wieder aufgefunden. Die insgesamt 50 Briefe Griesingers an Karl August Böttiger aus den Jahren ab 1821 enthalten wertvolle Informationen zu Carl Maria von Weber und sind daher für die Website der Weber-Gesamtausgabe von Eveline Bartlitz ediert worden.

## Schriften und Briefe

### Als Autor
- Berichtigung der Zweifel des Herrn Raths Hannamann, gegen die Abhandlung des Herrn Hofraths v. Sonnenfels über die Stimmenmehrheit bei Criminal-Urtheilen. Camesiniaische Buchhandlung, Wien 1802. Digitalisat bei der Österreichischen Nationalbibliothek
- Denkwürdigkeiten aus der Geschichte der österreichischen Monarchie. Auf jeden Tag des Jahres gesammelt, Degen, Wien 1804 (Digitalisat)
- Biographische Notizen über Joseph Haydn. Zuerst in Fortsetzungen 1809 in der Allgemeinen musikalischen Zeitung erschienen: Nr. 41 (12. Juli 1809), Sp. 641–649; Nr. 42 (19. Juli 1809), Sp. 657–668; Nr. 43 (26. Juli 1809), Sp. 673–681; Nr. 44 (2. August 1809), Sp. 689–699; Nr. 45 (9. August 1809), Sp. 705–713; Nr. 46 (16. August 1809), Sp. 721–733; Nr. 47 (23. August 1809), Sp. 737–744; Nr. 49 (6. September 1809), Sp. 776–781 (Nachtrag zur Biographie Haydns). Erweiterte Buchausgabe: Breitkopf & Härtel, Leipzig 1810 (Digitalisat)
- (Anonym:) Apologie de Frédéric Auguste, Roi de Saxe. Par un sujet dévoué à Sa Majesté. Ohne Ort, September 1814. Digitalisat bei der Bayerischen Staatsbibliothek
  - (Übersetzung des Vorigen:) Rechtfertigung Friedrich August’s Königs von Sachsen. Durch einen Sr. Maj. treuergebenen Unterthanen. Ohne Ort, Ende Oktober 1814. Digitalisat bei der Bayerischen Staatsbibliothek

### Briefe
- „Eben komme ich von Haydn…“. Georg August Griesingers Korrespondenz mit Joseph Haydns Verleger Breitkopf & Härtel 1799–1819, hrsg. von Otto Biba. Atlantis Musikbuch-Verlag, Zürich 1987, ISBN 3-254-00130-3
- Ludwig van Beethoven, Briefwechsel. Gesamtausgabe, hrsg. von Sieghard Brandenburg, Band 1. Henle, München 1996, S. 138f., 141–143, 230–232
- Beethoven aus der Sicht seiner Zeitgenossen, hrsg. von Klaus Martin Kopitz und Rainer Cadenbach. Henle, München 2009, Band 1, S. 376–388
- Briefe Griesingers an Carl August Böttiger auf der Seite der Carl-Maria-von-Weber-Gesamtausgabe, weber-gesamtausgabe.de